# Fred R. Harris
Fred Roy Harris (ur. 13 listopada 1930 w Walters, zm. 23 listopada 2024 w Albuquerque) – amerykański polityk, pisarz i akademik, który w latach 1964–1973 reprezentował rodzinny stan Oklahoma w Senacie Stanów Zjednoczonych. Ponadto pełnił funkcję przewodniczącego Krajowego Komitetu Partii oraz był kandydatem do jej nominacji na prezydenta w wyborach 1972 i 1976 (za drugim razem należał do ścisłego grona faworytów).

## Życiorys
Urodził się w Walters, w hrabstwie Cotton, na południu Oklahomy. Ukończył University of Oklahoma w 1952, a następnie wydział prawa tamże w 1954. Uczelnię kończył z odznaczeniem wyróżniającego się studenta. Przyjęto go do palestry w tymże roku i rozpoczął praktykę adwokacką w Lawton w Oklahomie.
W 1956 wybrano go na członka Senatu Oklahomy. Miał wtedy zaledwie 26 lat i był jednym z najmłodszych jego członków. Zasiadał w izbie wyższej stanowej legislatury do 1964. W 1962 bez powodzenia ubiegał się o stanowisko gubernatora, ale przeprowadzona przez niego kampania uczyniła go znanym w całym stanie, co okazało się, mimo porażki, bardzo pomocne dla jego dalszej kariery.
Kiedy zmarł jeden z senatorów federalnych z Oklahomy, także demokrata Robert S. Kerr, Harris zgłosił swoją kandydaturę w wyborach uzupełniających. Zdobył wówczas zarówno nominację, jak i wygrał wybory właściwe.
W Senacie zasiadł 4 listopada 1964 i był także najmłodszym senatorem federalnym w swoim czasie. Miał niespełna 34 lata.
Aczkolwiek Oklahoma cieszy się zasłużoną opinią jednego z najbardziej konserwatywnych stanów Ameryki, a senator Harris reprezentował poglądy zdecydowanie liberalne, nie przeszkodziło mu to, jako mimo wszystko popularnej figurze politycznej, w wyborze na pełną, sześcioletnią kadencję w 1966.
Kandydat Partii Demokratycznej w wyborach prezydenckich w 1968 Hubert Humphrey rozważał dwóch senatorów jako swego kandydata na wiceprezydenta. Byli nim Harris i Edmund Muskie z Maine, decydując się na tego drugiego, aczkolwiek Harris był zatem w ścisłej, dwuosobowej czołówce kandydatów.
Mając zaledwie 42 lata Harris nie ubiegał się o ponowny wybór do Senatu w 1972 i zgłosił swoją kandydaturę do nominacji prezydenckiej demokratów. Sondaże i specjaliści nie dawali mu większych szans na wybranie wyborów, a nawet prawyborów, ze względu na jego „zbyt liberalne” stanowisko polityczne. Nominację zdobył wówczas jednak jeszcze bardziej lewicowy, choć bardziej znany i bardziej wpływowy od Harrisa, senator George McGovern z Dakoty Południowej, który wysoko przegrał z urzędującym prezydentem Richardem Nixonem.
Mimo tej porażki kandydował ponownie w 1976 i tym razem był w ścisłym gronie faworytów. Harris prowadził niespotykaną kampanię wyborczą. Podróżował po kraju i zatrzymywał się w prywatnych domach, oferując swoim gospodarzom kartę wstępu do Białego Domu na całą noc, kiedy tylko zostanie prezydentem.
Zabiegał też bardzo o głosy Indian. Oklahoma, dawniej będąca „Terytorium Indiańskim”, posiada liczący się elektorat rdzennych amerykanów. Notabene żona Harrisa, LaDonna Harris, sama była Indianką.
Harris, podobnie jak inny z faworytów, kongresmen Morris Udall z Arizony, reprezentował poglądy bardzo liberalne, co spowodowało obawy kierownictwa partii, iż może powtórzyć się historia z McGovernem, który przegrał w 29 na 50 stanów. Obawiano się, że nawet bardzo, gdyż mimo swej pozycji politycznej i inteligencji Harris miał o wiele mniejszy współczynnik charyzmy niż McGovern. Prawybory wygrał niespodziewanie były gubernator Georgii Jimmy Carter, który kandydował jako umiarkowany, dzięki czemu następnie zdobył też Biały Dom.
Po tej porażce, w wieku 46 lat, Harris wycofał się z czynnej polityki. Wykłada na uniwersytecie oraz jest autorem serii książek (zob. bibliografia poniżej). Mimo iż nie zajmował żadnych funkcji,nadal popierał lewe skrzydło partii i zabierał głos w bieżących sprawach. Został profesorem nauk politycznych na Uniwersytecie stanu Nowy Meksyk oraz adiunktem na Uniwersytecie Oklahomy. Był też autorem trzech powieści.
Jego była żona LaDonna, była kandydatką na wiceprezydenta z ramienia małej Partii Obywatelskiej (ang. Citizen Party) w 1980.
Pod koniec życia mieszkał w Corrales, w Nowym Meksyku. Zmarł rano 23 listopada 2024, w szpitalu w Albuquerque.